# 生活指導
生活指導（せいかつしどう）とは、教育課程で教科外活動（特別活動など）に主に位置づけられる教科・科目以外の方法で、こどもの意識や生活態度・行動などを指導・助言する活動のことである。似た用語に生徒指導があるが、生活指導とは、意味合いがやや異なる。

## 概要
生活指導は、指導を行う者が「生活」の中に積極的にかかわっていき、こどもの視点で物事や世の中を見つめ、それを考察することを主な精神にしている。指導は、一般的に日常的に顔を会わせる身近な者が行い、学級担任、クラブ活動の顧問、児童会・生徒会活動の顧問などが中心となることが多い。
また、福祉施設や自立支援施設や更生施設の職員が利用者に指導する際にも用いられる。

### 歴史
生活指導という用語自体は、第二次世界大戦後に新しい教育課程が開始される以前、戦前の日本の民間教育運動の中で取り上げられ、特に「北方性教育」に代表される生活綴方教育の中で提言されてきたものだといわれている。綴方（文字による表現）の啓培は、学生の人格的成長を育むことを目的として推奨された。
後の「児童生徒に対する郊外生活指導に関する件」（文部省訓令22号）では、この綴方を含む創作活動の奨励と併せて、以下も示されている。
- 共同互助 - 共同作業等の推奨。
- 国体訓練 - 災害防止訓練、体操等の奨励
- 規律節制 - 服装の整正や時間励行、交通道徳の遵守
- 社会奉仕 - 公園や道路など公共施設の清掃、家事手伝いや等の勤労奉仕、出征軍人家庭への慰問、名所の保護、墓碑の清掃。
- 自然に親しむ - 動植物に関する愛護活動、野外生活の体験。
- 敬神崇祖 - 伊勢神宮並びに皇居、神社等の参拝と境内清掃。
- 身体鍛錬 -　登山・遠足・水泳・武道等の奨励、救護活動や衛生等に関する知識。

第二次世界大戦後は、1950年代に無着成恭の『山びこ学校』を旗頭にした生活綴方の復興があり、「生活」という視点は、教育界において一躍ブームにもなった。
現在、生活指導を主に研究・実践している民間教育研究団体としては、「全国生活指導研究協議会」（全生研）「全国高校生活指導研究協議会」（高生研）がある。